# Бриджпорт (Каліфорнія)
Бриджпорт (англ. Bridgeport) — переписна місцевість (CDP) в США, в окрузі Моно штату Каліфорнія. Населення — 553 особи (2020).

## Географія
Бриджпорт розташований за координатами 38°15′20″ пн. ш. 119°12′51″ зх. д. / 38.25556° пн. ш. 119.21417° зх. д. (38.255570, -119.214245).  За даними Бюро перепису населення США в 2010 році переписна місцевість мала площу 56,33 км², з яких 56,31 км² — суходіл та 0,02 км² — водойми.

### Клімат
| Клімат : Бриджпорт      | Клімат : Бриджпорт | Клімат : Бриджпорт | Клімат : Бриджпорт | Клімат : Бриджпорт | Клімат : Бриджпорт | Клімат : Бриджпорт | Клімат : Бриджпорт | Клімат : Бриджпорт | Клімат : Бриджпорт | Клімат : Бриджпорт | Клімат : Бриджпорт | Клімат : Бриджпорт | Клімат : Бриджпорт |
| Показник                | Січ.               | Лют.               | Бер.               | Квіт.              | Трав.              | Черв.              | Лип.               | Серп.              | Вер.               | Жовт.              | Лист.              | Груд.              | Рік                |
| Абсолютний максимум, °C | 20,0               | 21,7               | 25,0               | 28,9               | 31,1               | 34,4               | 36,7               | 35,6               | 32,8               | 31,7               | 26,7               | 22,2               | 36,7               |
| Середній максимум, °C   | 4,8                | 6,8                | 10,7               | 15,0               | 19,3               | 24,3               | 28,7               | 28,0               | 24,2               | 18,6               | 11,5               | 5,8                | 16,5               |
| Середня температура, °C | −4,2               | −2,2               | 1,7                | 5,3                | 9,2                | 13,5               | 16,9               | 16,0               | 12,1               | 6,7                | 1,3                | −3,2               | 6,1                |
| Середній мінімум, °C    | −13,3              | −11,3              | −7,3               | −4,5               | −1                 | 2,7                | 5,2                | 4,0                | −0,1               | −5,1               | −8,8               | −12,2              | −4,3               |
| Абсолютний мінімум, °C  | −38,3              | −33,9              | −32,2              | −18,9              | −14,4              | −8,3               | −6,1               | −7,2               | −13,9              | −20,6              | −28,9              | −35                | −38,3              |
| Норма опадів, мм        | 32                 | 41                 | 25                 | 12                 | 12                 | 7                  | 8                  | 12                 | 11                 | 8                  | 27                 | 43                 | 239                |
| Днів з опадами          | 4,7                | 5,2                | 4,0                | 3,3                | 2,5                | 2,0                | 1,8                | 2,5                | 2,0                | 2,0                | 2,8                | 4,2                | 37,0               |
| Днів зі снігом          | 2,3                | 2,3                | 1,3                | 0,8                | 0,1                | 0                  | 0                  | 0                  | 0                  | 0,2                | 0,7                | 2,2                | 9,9                |
| ----------------------- | ------------------ | ------------------ | ------------------ | ------------------ | ------------------ | ------------------ | ------------------ | ------------------ | ------------------ | ------------------ | ------------------ | ------------------ | ------------------ |
| Джерело: NOAA           |                    |                    |                    |                    |                    |                    |                    |                    |                    |                    |                    |                    |                    |

## Демографія
Згідно з переписом 2010 року, у переписній місцевості мешкало 575 осіб у 257 домогосподарствах у складі 155 родин. Густота населення становила 10 осіб/км².  Було 357 помешкань (6/км²).
Расовий склад населення:
| - 84,2 % — білих - 7,5 % — корінних американців - 0,2 % — чорних або афроамериканців - 0,2 % — азіатів - 4,3 % — осіб інших рас |

До двох чи більше рас належало 3,7 %. Частка іспаномовних становила 25,7 % від усіх жителів.
За віковим діапазоном населення розподілялося таким чином: 20,7 % — особи молодші 18 років, 62,1 % — особи у віці 18—64 років, 17,2 % — особи у віці 65 років та старші. Медіана віку мешканця становила 45,5 року. На 100 осіб жіночої статі у переписній місцевості припадало 103,2 чоловіків;  на 100 жінок у віці від 18 років та старших — 104,5 чоловіків також старших 18 років.
Середній дохід на одне домашнє господарство  становив 67 144 долари США (медіана — 63 750), а середній дохід на одну сім'ю — 88 428 доларів (медіана — 91 354). За межею бідності перебувало 0,1 % осіб, у тому числі 0,0 % дітей у віці до 18 років та 0,0 % осіб у віці 65 років та старших.
Цивільне працевлаштоване населення становило 285 осіб. Основні галузі зайнятості: публічна адміністрація — 30,9 %, роздрібна торгівля — 22,5 %, будівництво — 20,7 %.